# Urbanidad
El término urbanidad es equivalente a buena educación, civismo, cortesanía, forma fina de actuar adquirida en el trato de la gente de educación cultivada. 
El nombre urbanidad deriva directamente de la palabra latina urbanitas, que expresaba entre los romanos el espíritu de la ciudad - urbs - por oposición a rusticitas, de la cual procede el nombre rusticidad del que nos servimos para expresar el espíritu y las maneras poco pulidas de los campesinos.
También es una cortesía y de tener buenos modos. 
Se dice que la palabra cortesanía sirven para expresar un grado más elevado de pulidez o finura que el de urbanidad por suponerse adquiridas, como su propio nombre indica, por el roce y con las maneras de la Corte que se suponen son más finas que los de una ciudad o pueblo. 
Algunos creen que la palabra urbanidad de los latinos corresponde a la de aticismo de los griegos. En el Tesoro de la lengua castellana se lee ya: Urbanidad, vale trato cortés o apacible.